# Bruce Benderson
Œuvres principales
- Autobiographie érotique

Bruce Benderson, né le 6 août 1946 à New York, est un écrivain, journaliste et traducteur américain. Autobiographie érotique (2004) lui valut le Prix de Flore.

## Biographie
Né de parents juifs d'origine russe, il passe son enfance à New York. Il fait des études supérieures à l'Université d'État de New York à Binghamton.
En 1991, il écrit, en collaboration avec la réalisatrice Monika Treut, le scénario du film My Father Is Coming.
Son roman Toxico (User, 1994) est une descente lyrique dans le monde des drogués et prostitués masculins sous le mode du roman noir. Avec son essai Pour un nouvel art dégénéré (Toward the New Degeneracy, 1997), il se penche sur Times Square à New York où, riches et pauvres se côtoient dans une ambiance animée de drogue, de sexe et de lucratif commerce. L'auteur fait valoir que ce type de mélange des classes est la source de nombreux mouvements d'avant-garde modernes et déplore la disparition de ce milieu singulier. Il est également l'auteur d'une monographie sur James Bidgood (Taschen, 1999), le photographe et réalisateur du film culte Pink Narcissus.
Dans l'essai Sexe et Solitude (Sex and Isolation, 1998), Benderson met en parallèle l'extinction de l'espace urbain et l'essor de l'Internet.
En 2004, il publie, d'abord en français, Autobiographie érotique qui raconte un séjour de neuf mois en Roumanie. L'ouvrage remporte le prestigieux prix de Flore. Le livre est ensuite publié aux États-Unis (Tarcher/Penguin) et le Royaume-Uni (Snow Livres) en 2006 sous le titre The Romanian. Un recueil de ses essais, publiés sous le titre Attitudes, paraît également en premier dans la version française en 2006.
En 2007, le roman Pacific Agony, également paru d'abord en français aux éditions Payot & Rivages, est une satire caustique de la vie dans le Nord-Ouest de l'Amérique.
Comme journaliste, Benderson signe des articles sur les squatters pour le New York Times Magazine, la boxe pour Village Voice, et l'art de la traduction pour le Wall Street Journal. Il écrit également des critiques sur le cinéma, les livres et la culture pour diverses publications, notamment Vogue, GQ, Libération et Têtu.
Bruce Benderson est également traducteur du français vers l'anglais. Il a assuré ainsi la traduction de Baise-moi de Virginie Despentes et d'œuvres de Tony Duvert, Alain Robbe-Grillet, Pierre Guyotat, Philippe Sollers, Benoît Duteurtre, Grégoire Bouillier, Philippe Djian, David Foenkinos (La Délicatesse en décembre 2011 chez Harper Perennial), Nelly Arcan... Dans un but alimentaire il a également signé la traduction de l'autobiographie de Céline Dion. Il est également l'auteur de la traduction de la biographie de plus de 1 000 pages du cinéaste Jean Renoir par Pascal Mérigeau (Running Press, 2017).

## Œuvre

### Romans
- Recommendations for the Mass Production of Teenagers (1990) Publié en français sous le titre Teenagers, traduit par Thierry Marignac, Paris, L'incertain, 1992
- User (1994) Publié en français sous le titre Toxico, traduit par Thierry Marignac, Paris, Rivages, 1995 ; réédition, Paris, Rivages/Noir no 306, 1998
- The Romanian (2006) Publié en français sous le titre Autobiographie érotique, traduit par Thierry Marignac, Paris, Payot & Rivages, 2004 ; réédition, Paris, Payot & Rivages, Rivages poche no 540, 2006
- Pacific Agony (2009) Publié en français sous le titre Pacific Agony : chronique d'un voyage imaginaire sur les rives du Pacifique Nord, traduit par Josée Kamoun, Paris, Payot & Rivages, 2007 ; réédition, Paris, Payot & Rivages, Rivages poche no 643, 2009

### Recueils de nouvelles
- Pretending to Say No (1989) Publié en français sous le titre New York Rage, traduit par Thierry Marignac, Paris, L'incertain, 1991 ; réédition, Paris, 10/18 no 2542, 1994 ; réédition, Paris, Payot & Rivages, Rivages poche no 476, 2004

### Essais
- The United Nations of Times Square (1987)
- Toward the New Degeneracy (1997) Publié en français sous le titre Pour un nouvel art dégénéré, traduit par Thierry Marignac, Paris, Payot & Rivages, Rivages poche no 259, 1998
- Sex and Isolation (1998) Publié en français sous le titre Sexe et Solitude, traduit par Thierry Marignac, Paris, Payot & Rivages, 1999 ; réédition, Paris, Payot & Rivages, Rivages poche no 335, 2001
- James Bidgood (1999)
- Softcore (2007) Publié en français sous le titre Attitudes, chroniques, traduit par Thierry Marignac, Paris, Payot & Rivages, 2006

### Autres publications en français
- Collaboration à Psaumes pour Hubert Selby, Jr., 2004 (Ere).
- Articles pour Le Dictionnaire de la pornographie (dir. Philippe Di Folco, PUF, 2005)
- Préface de Les Procédures de Vincent Eggericx, 2006 (Léo Scheer).
- Préface de Matali Crasset, 2006 (Pyramid).
- Concentré de Contre-Culture : 50 Idées, personnes et événements de l'underground qui ont changé ma vie, pour le meilleur ou pour le pire, 2007 (Scali).
- La Singularité, 2010 (Payot)
- Transhumain, 2010 (Payot)
- Collaborations à la revue Bil Bo K

### Filmographie
- 1991 : My Father Is Coming, film germano-américain de Monika Treut, sur un scénario de Bruce Benderson et Monika Treut.